# Мужская сборная Кении по кёрлингу
Мужская сборная Кении по кёрлингу — представляет Кению на международных соревнованиях по кёрлингу. Управляющей организацией выступает Федерация кёрлинга Кении (англ. Kenya Curling Federation).
Впервые выступила в октябре 2022 на Панконтинентальном чемпионате 2022.

## Результаты выступлений

### Панконтинентальный чемпионат
| Год  | Место | И  | В | П  | Состав (четвёртый/скип, третий, второй, первый, запасной, тренер)                                                                |
| ---- | ----- | -- | - | -- | --- |
| 2022 | 15    | 7  | 1 | 6  | Oliver Echenje (скип), Victor Obiero, Simon Karanja, Stanley Mukuba, запасной: Haggai Ogak, тренеры: Dean Roth, Miguel Gutierrez |
| 2023 | 16    | 7  | 0 | 7  | Oliver Echenje (скип), Simon Karanja, Daniel Odhiambo, Joseph Kabochi, запасной: Evans Kinoti, тренер: Laventer Oguta            |
| 2024 | 19    | 10 | 0 | 10 | Haggai Odhiambo Ogak (скип), Daniel Odhiambo, Simon Karanja, Joseph Mwangi, запасной: Evans Kinoti, тренер: Laventer Oguta       |